# Seedorf (Berna)
Seedorf es una comuna suiza del cantón de Berna, situada en el distrito administrativo del Seeland. Limita al norte con las comunas de Aarberg y Lyss, al este con Grossaffoltern y Schüpfen, al sur con Meikirch y Wohlen bei Bern, y al oeste con Radelfingen.
Hasta el 31 de diciembre de 2009 situada en el distrito de Aarberg. Formada por las localidades de: Aspi, Baggwil, Dampfwil, Frienisberg, Frieswil, Lobsigen, Ruchwil, Wiler, Baggwilgraben, Elemoos, Gisleren, Grissenberg, Hasligraben, Holtern, Holzschuepisse, Niggidei, Rossgarten, Rotholz y Vogelsang.